# اسکات بورچتا
اسکات سی. بورچتا (انگلیسی: Scott C. Borchetta؛ زادهٔ ۳ ژوئیهٔ ۱۹۶۲) تهیه‌کننده موسیقی، کارآفرینی اهل ایالات متحده آمریکا است. او برای شرکت ضبط موسیقی‌اش، بیگ ماشین رکوردز شناخته می‌شود.